# Hörbacher Viehweide
Hörbacher Viehweide este o arie protejată (arie specială de conservare — SAC, sit de importanță comunitară — SCI) din Germania întinsă pe o suprafață de 29,67 ha, integral pe uscat.

## Localizare
Centrul sitului Hörbacher Viehweide este situat la coordonatele 50°40′28″N 8°15′43″E / 50.6744°N 8.2619°E.

## Înființare
Situl Hörbacher Viehweide a fost declarat sit de importanță comunitară în aprilie 1999 pentru a proteja 3 specii de animale. Situl a fost protejat și ca arie specială de conservare în martie 2008.

## Biodiversitate
Situată în ecoregiunea continentală, aria protejată conține 4 habitate naturale: Pajiști uscate europene, Pajiști uscate seminaturale și facies de acoperire cu tufișuri pe substraturi calcaroase (Festuco-Brometalia) (* situri importante pentru orhidee), Roci stâncoase cu vegetație pionieră de Sedo-Scleranthion sau Sedo albi-Veronicion dillenii, Păduri aluvionare cu Alnus glutinosa și Fraxinus excelsior (Alno-Padion, Alnion incanae, Salicion albae).
La baza desemnării sitului se află mai multe specii protejate de  păsări (3): capîntortură (Jynx torquilla), sfrâncioc mare (Lanius excubitor excubitor), codroșul de pădure (Phoenicurus phoenicurus).
Pe lângă speciile protejate, pe teritoriul sitului au mai fost identificate 10 specii de plante, 1 specie de păsări, 21 de specii de nevertebrate.